# ハイスコア (ゲーム雑誌)
『ハイスコア』（Hi-SCORE）は、ハイスコアメディアワーク株式会社が1986年から1990年にかけて発行していた総合ゲーム雑誌である。
発売元は当初、英知出版であったが後期は日本文華社（現・ぶんか社）に移っている。

## 沿革
1986年2月8日に創刊ゼロ号を雑誌『ビデオボーイ』の別冊扱いで発行の後、翌月3月8日に正式創刊（同時期には『ファミコン必勝本』、『ゲームボーイ』、『マル勝ファミコン』なども創刊している）。当初は英知出版のラインナップとして、1985年11月に『ビットボーイ』というパソコン雑誌を創刊の企画だったものが、ちょうどファミコンの大ブームと重なった為に、翌月12月下旬にはファミコン雑誌『ハイスコア』に企画変更され創刊に至ったという経緯を持つ。
ハイスコアメディアワークはゲーム雑誌の編集・発行を手がける一方で、ファミコンソフト『ゾンビハンター』や『ファリア 封印の剣』の企画・発売なども手がけていた。

## 旧エニックスによる仮処分申請
1987年2月、前月に発売された『ドラゴンクエストII 悪霊の神々』の、序盤にある塔の階段と宝箱の写真が『ハイスコア』の同年3月号に掲載された。当時エニックス(現スクウェア・エニックス)が雑誌向けに行っていた情報規制として、該当の塔の階段と宝箱が掲載されていたことが問題となり、エニックスから東京地方裁判所に仮処分申請を出され、2月24日に裁判所から仮処分命令を受けた。その影響によって次号では『ドラゴンクエストII』の写真を掲載されなかったが、一時的なものだったためにその後もエニックス製品『ドラゴンクエストIII』の記事なども掲載している。

## 誌面のリニューアル そして休刊へ
数年後、発売元が英知出版から日本文華社へ移り誌面や内容を大幅にリニューアル。誌名もそれまでの「ハイスコア」のカタカナ表記から、アルファベットで「Hi･SCORE」の英語表記に変わった。1988年以降はPCエンジンやセガ・マークIIIの記事を拡充したり、同人誌コーナーの強化を図るなどして他誌との差別化を試みていたが、結果は芳しくなく1990年5月号を以て休刊となる。